# Paul McGuinness
Paul McGuinness es un millonario, fundador y principal accionista de Principle Management Limited, una compañía que dirige a artistas, como la banda irlandesa U2 desde el principio de su exitosa trayectoria. En su carrera ha estado trabajando en la industria del entretenimiento y es bien conocido en el mundo de la música y del cine. Anteriormente, fue un miembro del Consejo de Arte de Irlanda, sirviendo en tres Consejos de Arte consecutivos, de 1989 hasta el 2000.
- Datos: Q1317221
- Multimedia: Paul McGuinness / Q1317221